# Josef Ries

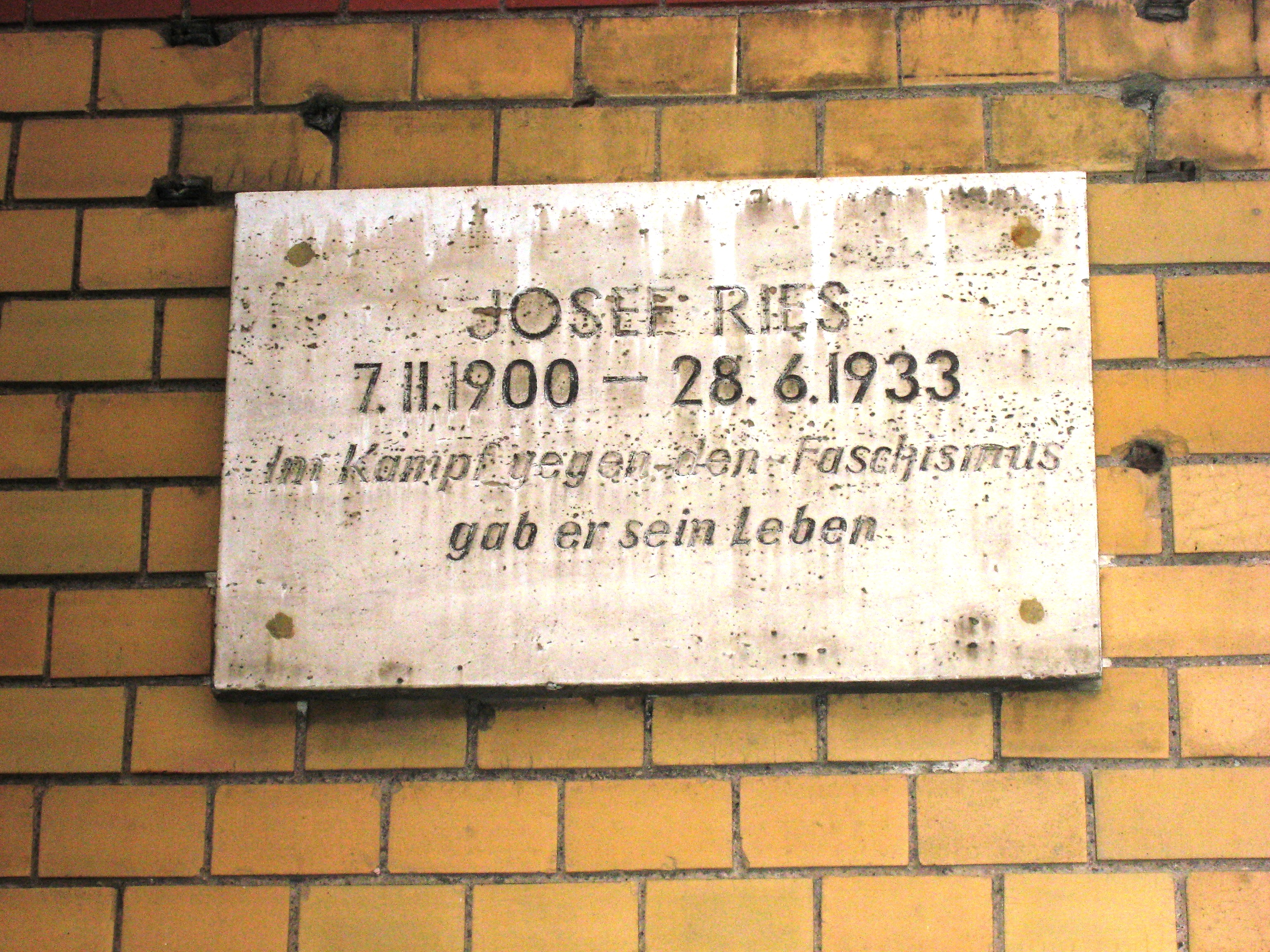
Gedenktafel in der Josef-Ries-Straße in Erfurt

Josef Ries (auch Joseph, * 7. November 1900 in Bochum; † 28. Juni 1933 in Erfurt) war ein deutscher Buchhändler, Redakteur, Kommunist und Widerstandskämpfer gegen den Nationalsozialismus.

## Leben
Josef Ries stammte aus Bochum. Nach einer überstandenen Kinderlähmung war seine linke Körperseite erheblich behindert. Sein Vater, ein Schneidermeister, starb, als Josef zehn Jahre alt war. Danach eröffnete seine Mutter eine private Handarbeitsschule und ernährte so ihre zwei Söhne.
Während des Ersten Weltkrieges machte Josef Ries eine Lehre als Buchhändler und verfasste Gedichte und das Jugenddrama Unsere Emden. Ab 1918 lebte er in Erfurt und arbeitete als Buchhändler. Zudem gründete den Verlag für Jugendliteratur Aufgang, der eine gleichnamige bürgerliche Jugendzeitschrift  herausgab, jedoch bereits 1920 in Konkurs ging. Zudem betätigte sich weiter als Autor, betrieb Kunststudien und war bis 1928 auch als Dekorationsmaler tätig.
1921/22 trat Ries dem kommunistischen Jugendverband und 1923 der KPD bei. Er betätigte sich in der Jugendarbeit, war Betreuer im Ferienheim der KJVD in Crawinkel und Mitbegründer der Arbeiterschule in Erfurt. 1928 besuchte er die KPD-Parteischule, kam dann als Redakteur an die KPD-Zeitung „Arbeiterwille“ in Suhl, dem Nachfolgeorgan des mit Guido Heym zum Leninbund bzw. zur SPD gegangenen „Volkswillens“ und übernahm 1929 dort die Chefredaktion. Im Spätsommer 1929 war er Redakteur am „Roten Echo“ in Gotha und 1930 bis 1933 Redakteur am „Thüringer Volksblatt“ in Erfurt. Zugleich war er Mitglied der Bezirksleitung Thüringen und einer ihrer bekanntesten Ideologen und Redner. Nach dem Verbot des „Thüringer Volksblattes“ im Februar 1933 lebte Ries illegal. Seine letzte öffentliche Rede hielt er am 23. Februar 1933 am Grabe des von der SA ermordeten Arbeitersportlers Werner Uhlworm.
Am 9. März 1933 wurde Ries im Auftrag des Erfurter Polizeipräsidenten Werner von Fichte verhaftet und im Schutzhaftlager Feldstraße interniert. Zusammen mit noch vier weiteren Kameraden wurde er am 28. Juni 1933 an die SA zum „Verhör“ übergeben. Auf dem Gelände des Polizeihundevereins im Blumenthal wurden alle fünf aufs grausamste misshandelt. Die Schreie der Gemarterten konnten weit im Umkreis gehört werden. Nachdem Ries bereits bewusstlos zusammengebrochen war, wurde er mit zwei Schüssen angeblich „auf der Flucht“ niedergeschossen. Bereits einige Stunden danach starb er im Krankenhaus.

## Ehrungen
- 1945 Benennung der Josef-Ries-Straße in der Johannesvorstadt
- 1946 Urnengedenkstein am Opfer des Faschismus-Ehrenmal I
- 1950 (ca.) Schutzhaft-Lager-Gedenktafel, Feldstraße 18
- 1984 Erste Namenstafel von links am Opfer des Faschismus-Ehrenmal II
- 1988 Antifaschisten-Gedenktafel, Petersberg